# En mand
En mand er en dansk kortfilm fra 1971 med instruktion og manuskript af Ole Roos.

## Handling
En mand er på flugt efter at have begået en forbrydelse. Han vil skjule sig, gemme sig, til faren er drevet over, og lejer et værelse hos en ung, enlig kvinde. Deres indbyrdes forhold, den spænding, som opstår mellem dem, mens opklaringen af forbrydelsen skrider frem, skildres asketisk og uden ydre spændingsskabende effekter.